# Sicoris gayi
Sicoris gayi är en insektsart som först beskrevs av Maximilian Spinola 1852.  Sicoris gayi ingår i släktet Sicoris och familjen Dictyopharidae. Inga underarter finns listade i Catalogue of Life.